# Hårstjärt
Hårstjärt (Trichiurus lepturus) är en fisk i familjen hårstjärtfiskar med ett karakteristiskt, långsmalt utseende, som finns i de flesta varmare hav.

## Utseende
Hårstjärten är en långsmal fisk med stjärten utdragen till en lång tråd. Den har inte någon stjärtfena, men ryggfenan fortsätter nästan ända mot stjärtspetsen. Någon egentlig analfenna saknas; den består bara av en tagg följd av ett antal trådlika strålar. Kroppen, som är ihoptryckt från sidorna, är blåglänsande till silverfärgad, och har en stor mun med kraftiga, spetsiga tänder. Mycket snart efter döden blir fisken enfärgat silvergrå. Som mest kan arten bli 234 cm lång, även om den sällan överstiger 100 cm. Maxvikten är 5 kg.

## Vanor
Arten är en frisimmande havsfisk, som dock uppehåller sig nära bottnen, helst gyttjiga sådana. Den kan även förekomma i brackvatten. Hårstjärten lever vanligtvis på djup mellan 100 och 350 m, även om den kan gå ner till 590 m. Ungfiskarna lever framför allt på kräftdjursplankton som lysräkor och mindre fiskar, medan vuxna individer främst tar fisk, men också kräftdjur och bläckfiskar. Arten har olika dygnsmönster för ungfiskar och vuxna: Ungfiskarna lever i stim omkring 100 m ovanför bottnen under dagen, och drar sig mot ytan i mer lösa skaror nattetid för att inta föda; vuxna fiskar lever däremot nära ytan under dagen, då de också jagar byten, och drar sig djupare ner under natten.
Äggen och larverna är pelagiska. Högsta ålder är 15 år.

## Kommersiell användning

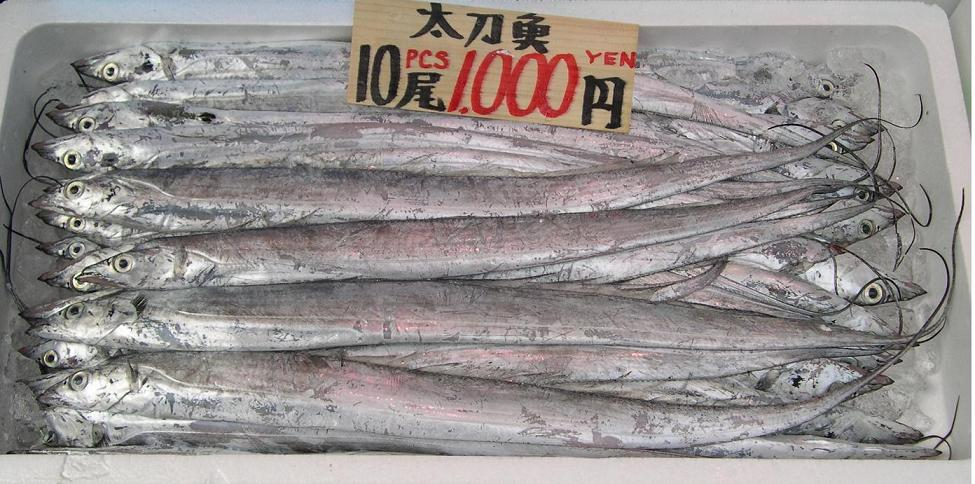
Fångade hårstjärtar till salu på en fiskmarknad i Tokyo.

Hårstjärten anses som en god matfisk, och är föremål för ett omfattande kommersiellt fiske. Den saluförs färsk, saltad, torkad eller frusen, Vanligtvis förtärs den stekt eller grillad, men kan även ätas rå (exempelvis som sashimi).

## Utbredning
Arten finns i de flesta tropiska och tempererade vatten. I östra Atlanten finns den från vattnen sydväst om Brittiska öarna längs västra Afrika till Sydafrika. Den har påträffats någon enstaka gång i Norge.